# 영오초등학교
영오초등학교(永吾初等學校)는 대한민국 경상남도 고성군 영오면 영대리에 있는 공립 초등학교이다.

## 학교 연혁
- 1929년 9월 10일 영오공립보통학교(4년제) 개교
- 1938년 4월 1일 영오공립심상소학교로 개칭
- 1940년 3월 28일 6년제 연장 인가
- 1941년 4월 1일 영오공립국민학교로 개칭
- 1980년 4월 10일 병설유치원 개원
- 1996년 3월 1일 영오초등학교로 개칭
- 1998년 9월 1일 영동분교장 통폐합
- 2000년 8월 24일 도서실 개관
- 2010년 10월 30일 천연잔디 우레탄 운동장 설치
- 2011년 9월 1일 제27대 방평원 교장 취임
- 2017년 2월 17일 제85회 졸업식(총 졸업생 수 4,880명)

## 참고 자료
- 영오초등학교 - 한국교육학술정보원 학교알리미